# Бобслей на зимових Олімпійських іграх 1928
Змагання з бобслею на зимових Олімпійських іграх 1928 відбулися 18 лютого на Олімпійському бобслейному жолобі в Санкт-Моріці. Розіграно 1 комплект нагород, у змаганнях п'ятірок серед чоловіків.

## Медалісти
| Дисципліна | Золото                                                                            | Срібло                                                                             | Бронза                                                                                        |
| ---------- | --------------------------------------------------------------------------------- | ---------------------------------------------------------------------------------- | --------------------------------------------------------------------------------------------- |
| Бобслей    | США (USA) США II Біллі Фіске Кліффорд Ґрей Джеффрі Мейсон Річард Парк Найон Токер | США (USA) США I Томас Доу Девід Ґрейнджер Дженнісон Гітон Лаймен Гайн Джей О'Браєн | Німеччина (GER) Німеччина II Ганс Гес Себастьян Губер Ганс Кіліан Валентін Кремпль Ганс Неґль |

## Країни-учасниці
У змаганнях з бобслею на Олімпійських іграх у Санкт-Моріці взяли участь 115 спортсменів з 14-ти країн:
- Австрія (10)
- Аргентина (10)
- Бельгія (10)
- Франція (10)
- Німеччина (10)
- Велика Британія (10)
- Італія (5)
- Люксембург (5)
- Мексика (5)
- Нідерланди (5)
- Польща (5)
- Румунія (10)
- Швейцарія (10)
- США (10)